# Aroure
L'aroure (setjat) est une unité de mesure de surface utilisée dans l'Égypte antique.
L'aroure setjat représente un carré de cent coudées royales de côté, soit environ 2 756,25 m2.

## Multiples et sous-multiples
| a |

| a |

| M12 |

| M12 |

| G38 |

| G38 |

| Z9 |

| Z9 |

| D41 |

| D41 |

| S29 | V13 · V2 | X1 · O39 |

| S29 | V13 · V2 | X1 · O39 |

| M12 | N16 · Z1 · N23 |

| M12 | N16 · Z1 · N23 |

| H | A | t · N37 | M12 |

| H | A | t · N37 | M12 |